# Mierovo
Mierovo (allemand : Krotendörfl), est un village de Slovaquie situé dans la région de Trnava.

## Histoire
Première mention écrite du village en 1260.

## Démographie

### Évolution de la population
| Année:               | 1994. | 2004.   | 2014.   | 2024.   |
| -------------------- | ----- | ------- | ------- | ------- |
| Nombre de personnes: | 390   | 415     | 454     | 461     |
| Différence:          |       | +6,41 % | +9,39 % | +1,54 % |

| Année:               | 2023. | 2024.   |
| -------------------- | ----- | ------- |
| Nombre de personnes: | 453   | 461     |
| Différence:          |       | +1,76 % |